# Debitorenbuchhaltung
Debitorenbuchhaltung wird ein Teilbereich der Finanzbuchhaltung von Unternehmen genannt. Dieser befasst sich mit der Erfassung und Verwaltung der Forderungen und Gutschriften sowie der Realisierung der offenen Posten aus den Lieferungen und sonstigen Leistungen dieses Unternehmens. Dieser Teil der Finanzbuchhaltung bearbeitet also die laufenden Geschäftsvorfälle, welche die Kunden betreffen.
Die Debitorenbuchhaltung beinhaltet auch die Durchführung der Lastschriften und das Mahnwesen. In diesem Zusammenhang wird auch vom Forderungsmanagement gesprochen.

## Allgemeines
Debitoren werden in der Finanzbuchhaltung und dem betrieblichen Rechnungswesen die Kunden eines Unternehmens genannt, welche Waren und Dienstleistungen auf Rechnung oder per Vertrag mit späterer Fälligkeit beziehen. Es entstehen bei diesen Kundenbeziehungen demnach Forderungen, welche beglichen werden müssen. Diese Forderungen unterliegen einem Ausfallrisiko. Um Verluste zu vermeiden oder zu verringern, müssen die Forderungen durch das Forderungsmanagement überwacht werden.

## Verwaltung der Debitoren
Im Rahmen der Aufnahme von Geschäftsbeziehungen zu einem neuen Debitor kann es ratsam sein, diesen auf seine Kreditwürdigkeit hin zu überprüfen. Dies ist insbesondere dann sinnvoll, wenn in größerem Rahmen Waren oder Dienstleistungen auf Rechnung verkauft werden. Was ein größerer Rahmen ist, hängt von den individuellen Verhältnissen des leistenden Unternehmens ab.
Eine Überprüfung kann zum Beispiel über eine Wirtschaftsauskunftei erfolgen.
Zusätzlich sollte ein neuer Debitor anhand von geeigneten Dokumenten seinen Sitz (Anschrift) nachweisen. Weitere relevante Daten sind abhängig von den Begebenheiten zu belegen. Dies könnte zum Beispiel ein Gewerbenachweis, Handelsregisterauszug oder eine Umsatzsteuer-Identifikationsnummer sein.
In jedem Fall ist es geboten, mit allen Debitoren ein Limit (Kreditlinie) zu vereinbaren, bis zu der sie jeweils Forderungen aufbauen dürfen. Selbst wenn ein Debitor alle Forderungen fristgerecht bedient, können andernfalls Forderungsbestände entstehen, die ein unvertretbares Risiko darstellen. So eine Situation würde sich ergeben, wenn ein Debitor innerhalb kurzer Zeit große Mengen bezieht.
Als zusätzliche Absicherung der Forderungen sind Bürgschaften oder anderweitige Sicherheiten denkbar, allerdings in den meisten Branchen unüblich. Großer Beliebtheit erfreut sich der Eigentumsvorbehalt, welcher in der Praxis jedoch oftmals Probleme bereitet. Bei Kunden, die als riskant angesehen werden, würde man eher auf Barzahlung bestehen, um dann später eventuell wachsende Forderungsbestände zu akzeptieren.
Auch bei Bestandskunden sollte ein gewisses Maß an Überprüfung stattfinden, denn die Kreditwürdigkeit unterliegt Veränderungen. Insbesondere, wenn sich das Zahlungsverhalten von bestehenden Kunden erkennbar verschlechtert, ist eine neue Überprüfung dieses Debitors erforderlich.

## Erfassung und Überwachung
Durch die systematische und vollständige Verbuchung aller Rechnungen, Gutschriften, anderweitigen Forderungen (zum Beispiel aus Schadenersatz) und Zahlungen, finden alle laufenden Geschäftsvorfälle, welche die Debitoren betreffen, Berücksichtigung im Forderungsbestand des Unternehmens. Diese Forderungen werden auf diversen Kontokorrentkonten, den Debitorenkonten, dargestellt. Dabei können Debitorengruppen, oder einzelne Debitoren ein Debitorenkonto zugewiesen bekommen.
Zusätzlich zu der Darstellung auf den Debitorenkonten, auf denen alle Bewegungen ersichtlich sind, erfolgt oftmals eine alternative Darstellung in Form von offenen Posten. Bei diesen offenen Posten werden dann lediglich noch offene Fälle, wie zum Beispiel unbezahlte Rechnungen und Überzahlungen oder anderweitige Guthaben angezeigt. Diese Anzeige enthält neben Beträgen, wesentliche Zusatzinformationen (Fälligkeiten, Mahnstufen etc.) und ist daher geeignet schnell einen Überblick über den aktuellen Forderungsbestand zu verschaffen. Die Summe aller offenen Posten entspricht dabei dem Saldo aller Debitorenkonten.
Die regelmäßige (zum Beispiel 14-tägliche) Kontrolle der offenen Posten im Hinblick auf deren Fälligkeit, ist die Vorstufe zum Mahnwesen.

## Mahnwesen

### Außergerichtliches Mahnwesen
Nachdem festgestellt wurde, dass ein Kunde sein Zahlungsziel nicht eingehalten hat, ist zu unterscheiden, ob dies geduldet wird, oder dagegen nun vorzugehen ist.
Eine Duldung ist denkbar, wenn die Überschreitung des Zahlungszieles abgesprochen war, oder die Geschäftsbeziehung vorerst nicht beeinträchtigt werden soll. Hierzu finden sich nähere Erläuterungen unter Punkt 6.2 (Kundenbeziehung) dieses Artikels.
Sofern gegen die Zahlungszielüberschreitung vorzugehen ist, kann dies eigenständig oder durch einen externen Dienstleister per Inkassounternehmen erfolgen. Da das Forderungsausfallrisiko mit wachsendem Alter der Forderung ansteigt, ist eine zügige Bearbeitung des Mahnwesens für seinen Erfolg mitverantwortlich.
Die Beauftragung eines externen Inkassodienstleisters ist insofern kritisch zu sehen, als dass seine Kosten nicht immer erfolgreich auf den säumigen Zahler übertragen werden können. Außerdem könnte dieser Inkassodienst einen strengeren Tonfall und ein aggressiveres Auftreten wählen, als es zu wünschen wäre. Bezüglich Forderungen, die ein Inkassodienstleister zu realisieren versucht, ist es außerdem schwierig den Überblick über den Bearbeitungsstand zu behalten.
Bei der eigenständigen Bearbeitung des außergerichtlichen Mahnwesens ist vor allem zu klären, wie viele Mahnstufen verwendet werden. Jede Mahnstufe bedeutet eine zusätzliche Herauszögerung des Vorgangs und somit des Zahlungseingangs. Sinnvoll scheint nach einer freundlich gehaltenen Zahlungserinnerung, nur noch eine weitere deutliche Mahnung mit eindeutigem kalendermäßig bestimmten Zahlungsziel zu sein. Sollte dies nicht zu dem gewünschten Zahlungseingang führen, wäre spätestens jetzt eine persönliche Kontaktaufnahme ratsam, sofern dies aufgrund der Unternehmensgröße des mahnenden Betriebes und des Umfangs des Mahnwesens durchführbar ist. Solch ein persönlicher Kontakt zur Abklärung, weshalb die Zahlung ausgeblieben ist, führt häufig zu schnelleren und besseren Ergebnissen als Schriftverkehr.
Die Vereinbarung einer geregelten Ratenzahlungsvereinbarung erweist sich in der Praxis oftmals als problematisch, da die Zahlungsschwierigkeiten ab der zweiten Rate meist wieder auftauchen. Der Hauptvorteil einer solchen Ratenzahlungsvereinbarung besteht darin, dass sie sich mit einem Schuldanerkenntnis kombinieren lässt. Dieses Anerkenntnis kann sich als wertvoll erweisen.

### Gerichtliches Mahnwesen
Falls der Ausgleich der Forderung nach dem außergerichtlichen Mahnweg nicht erfolgt ist, oder keine Vereinbarung zwischen Gläubiger und Schuldner zustande kam, kann das gerichtliche Mahnwesen betrieben werden. Auch dies kann wieder eigenständig durchgeführt werden, oder externen Stellen (Rechtsanwälten, Inkassounternehmen) anvertraut werden.
Die eigenständige Bearbeitung des gerichtlichen Mahnwesens setzt entsprechende Kenntnisse in der Beantragung von gerichtlichen Mahnbescheiden sowie dem Umgang mit Mahngerichten und Gerichtsvollziehern voraus. Diese eigene Bearbeitung kann das Verfahren durch zeitnahe Konversation mit dem zuständigen Gerichtsvollzieher jedoch beschleunigen und eventuell helfen unerwünschte Ratenzahlungsvereinbarungen zu vermeiden. Am Ende dieses Verfahrens steht entweder die Realisierung der Forderung, oder nach fruchtloser Pfändung ein Insolvenzverfahren oder die eidesstattliche Versicherung. Bei einem Insolvenzverfahren ist die Forderung bei dem zuständigen Insolvenzverwalter anzumelden. Dieser zahlt dann später, abhängig von der ermittelten Insolvenzquote, einen Teilbetrag der Forderung an den Gläubiger aus.
Nach fruchtloser Zwangsvollstreckung, der Eröffnung des Insolvenzverfahrens oder der Abgabe der eidesstattlichen Versicherung ist die Forderung beim Gläubiger als uneinbringlich auszubuchen. Bereits nach Beantragung des gerichtlichen Mahnbescheides muss die Forderung als zweifelhaft betrachtet und abgewertet werden. So wie der gesamte Forderungsbestand im Rahmen der Bilanzerstellung anhand einer Pauschalwertberichtigung in der Bewertung zu reduzieren ist, da erfahrungsgemäß nicht alle Forderungen realisiert werden können.

## Alternative Forderungsrealisierung
Anstelle der betriebsinternen Überwachung und Eintreibung offener Forderungen, können Unternehmen ihre Forderungen an Factoring-Dienstleister übertragen. Die Unternehmen erhalten die Forderungsbeträge, abzüglich einer Gebühr, dann unmittelbar vom Factoring-Dienstleister ausgeglichen. Dieser Dienstleister verwaltet und realisiert die übertragenen Forderungen anschließend eigenständig.

## Praktische Bedeutung

### Liquidität
Debitorenforderungen erreichen bei vielen Unternehmen einen beachtlichen Anteil an der Bilanzsumme. Die Erlöse, welche mit den i. d. R. dazu gehörenden Umsatzsteuern Grundlage der entstandenen Forderungen sind, beinhalten meist steuerpflichtige Gewinne. Solange die Forderungen noch nicht beglichen sind, sind sowohl diese als auch voraussichtlich anfallende Ertragssteuern zu finanzieren. Dies bindet Eigenkapital oder macht eine Fremdfinanzierung mit Zinsaufwendungen erforderlich. Aus der Sicht der Liquidität sind dies Gründe dafür, dass sich vermeidbare Forderungsbestände negativ auf das Unternehmensergebnis auswirken. Eine zeitnahe Realisierung der Forderungen durch die Debitorenbuchhaltung ist daher für das Unternehmen häufig sehr wichtig.

### Kundenbeziehung
Gelegentlich haben Kunden für sich in der Überziehung von Zahlungszielen eine einfache und kostenlose Form der Finanzierung entdeckt. In einigen Großhandelsbranchen wird dies geduldet, um eine Kundenbindung zu erreichen. Neben Zinsverlusten bedeutet dies ein deutlich erhöhtes Forderungsausfallrisiko für das leistende Unternehmen. Dies führt, wegen der Frage der Forderungsrealisierung, innerhalb der Betriebe zwischen der Buchhaltungsabteilung (dem Rechnungswesen) und der Verkaufsabteilung zu Spannungen, da hier unterschiedliche Ziele aufeinander treffen. Diese Spannungen sollten durch klare, verlässliche und nachvollziehbare Vorgaben des Managements vermieden werden. Grundsätzlich ist diese Überziehungsduldung aus kaufmännischer Sicht sehr bedenklich und sollte, wenn sie schon eingesetzt wird, mit Verzinsungen der betreffenden Forderungen und irgendeiner Form der Absicherung kombiniert werden.

## Buchungstechnik
Die Debitorenkonten bilden buchhalterisch ein so genanntes Nebenbuch, welches im Hauptbuch der eigentlichen Finanzbuchhaltung über ein Sammelkonto „Forderungen aus Lieferungen und Leistungen“ per Saldo erscheint. Im Rahmen der Bilanzerstellung werden Debitorenkonten, die ein Guthaben aufweisen, im Hauptbuch separat ausgewiesen. Hierzu bietet es sich an ein Unterkonto von „Verbindlichkeiten aus Lieferungen und Leistungen“ zu verwenden. Dieses Sammelkonto sollte mit „kreditorische Debitoren“ getextet werden.
Die offenen Posten sind kein eigenständiger Teil der Finanzbuchhaltung, sondern lediglich eine spezielle Darstellungsform der Debitorenkonten.